# Bismarckstraße (Flensburg)

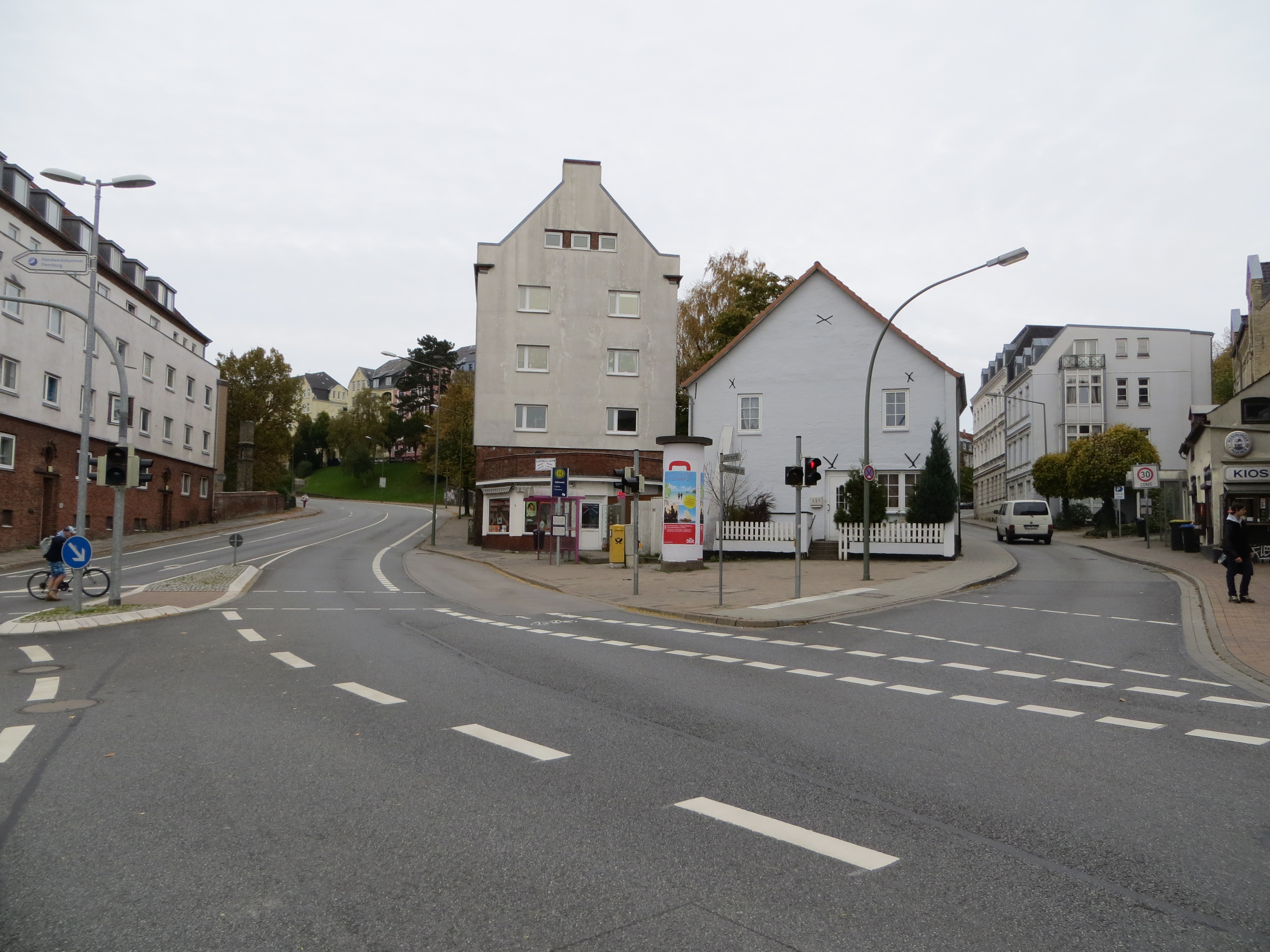
Der Anfang der Bismarckstraße am Hafermarkt, links im Bild. Rechts der Anfang der Glücksburger Straße.

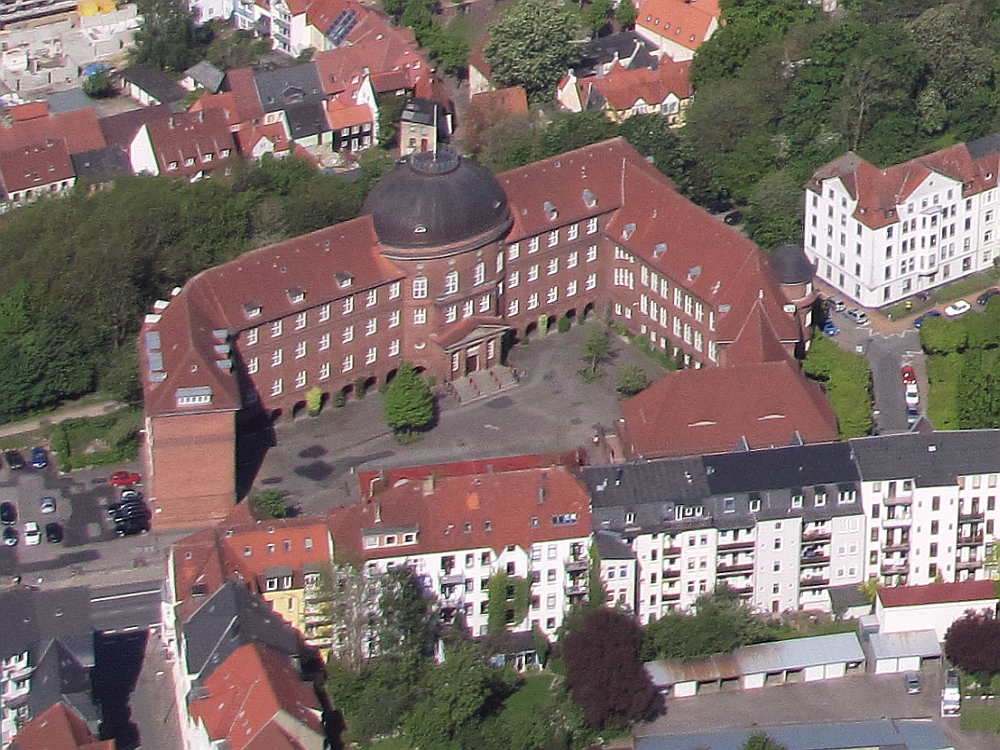
Die Goethe-Schule Flensburg an der Bismarckstraße von oben

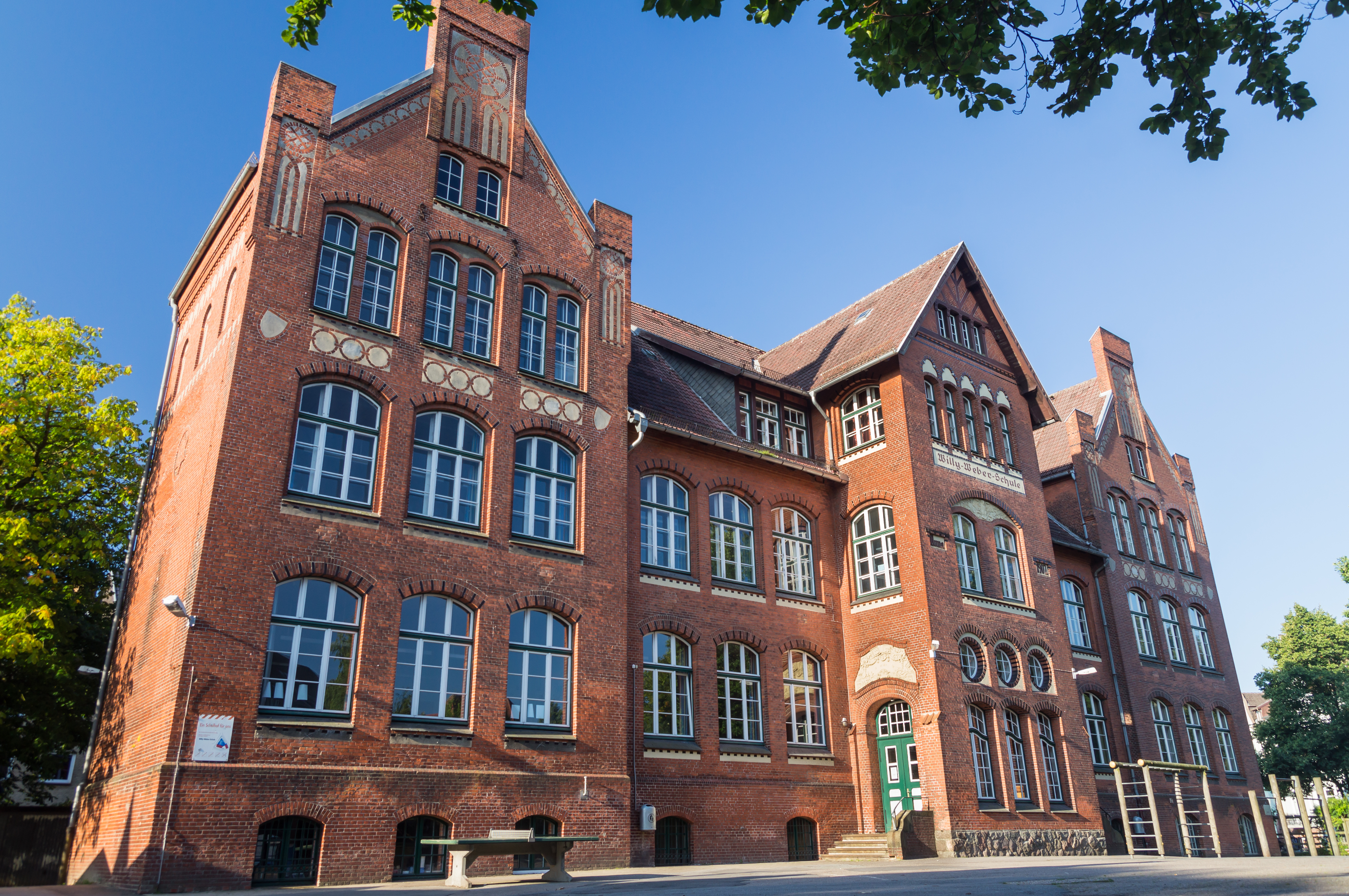
Das Gebäude der Willy-Weber-Schule das zur Goethe-Schule gehört.

Die Bismarckstraße (dänisch: Bismarcksgade) ist eine Hauptstraße in Flensburg-Jürgensby. Sie beginnt am Hafermarkt unweit der Flensburger Innenstadt und endet beim Stadtteil Fruerlund, wo sie in die Mürwiker Straße übergeht, welche weiter zum Stadtteil Mürwik führt.

## Hintergrund
Schon 1874 war St. Jürgen eingemeindet worden. Seit Anfang des 20. Jahrhunderts begann Flensburg verstärkt an zu wachsen (vgl. Einwohnerentwicklung von Flensburg). Im Vorort Mürwik wurden seit Anfang des Jahrhunderts zahlreiche militärische Gebäude für die Kaiserliche Marine errichtet. Im Jahr 1900 wurde Jürgensgaard eingemeindet, womit der gesamte Bereich von Jürgensby seitdem zur Stadt gehörte. Die vom Hafermarkt abgehende nordöstlich verlaufende, Jahrhunderte alte Wegverbindung, welche zuvor das Jürgensbyer Gebiet mittels der Jürgensgaarder Straße erschloss sowie über die Bachstraße, der Brücke über die Kieler Eisenbahn und den Lautrupsbach im Bereich Mühlenholz, weiter in die Fruerlunder Straße nach Klosterholz und Twedter Holz führte, genügte den neuen Ansprüchen nicht mehr. Der Weg war in einem so schlechten Zustand, dass die Marine von der Torpedostation in Mürwik einen Dampfer namens „Wiking“ und ein Verkehrsboot namens „Grauer Esel“ einsetzte, damit ihre Soldaten zu Besuchen in die Stadt kamen. Daher wurde eine neue Straßenverbindung geplant, welche auf die von 1907 bis 1910 hin errichtete Marineschule Mürwik angelegt wurde.
Die bis 1906 errichtete neue Straße, die zunächst nur bis zur Jürgensgaarder Straße reichte, wurde zunächst auf Grund ihrer optischen Wirkung im Bereich des Hafermarktes zunächst „Durchbruchstraße“ genannt. 1907 wurde die Straße nach Flensburgs Ehrenbürger Otto von Bismarck benannt. Bismarck hatte Flensburg während des Deutsch-Dänischen Krieges, genauer in der Zeit vom 21. April bis zum 23. April 1964, auf dem Weg nach Düppel, besucht. Einer Legende nach soll eine erste Flensburger Benennung nach Bismarck die des Bismarckherings sein. Kurz bevor die Bismarckstraße ihren Namen erhielt, war Bismarck schon durch die Benennung und Gestaltung des Bismarckbrunnens auf dem Südermarkt geehrt worden, der heutzutage aber nicht mehr existiert. Ab der Jürgensgaarder Straße verlief zunächst noch als Verlängerung der Bismarckstraße ein Feldweg weiter nach Fruerlund. Im Jahr 1910 wurden letztlich Twedt und Engelsby sowie Fruerlund und Twedter Holz (denen zuvor noch das Mürwiker Gebiet gehörte) eingemeindet. Erst danach, aber schon bis ungefähr zum Jahr 1911 hin, wurde die Bismarckstraße auf ihre heutige Länge, von ungefähr ein Kilometer, vervollständigt.
Seit 1908 begann die Bebauung entlang der Bismarckstraße. Der Bau der Marineschule Mürwik stellte einen starken Impuls zum Wachstum der Stadt dar. Um 1908 ließ ein privater Bauherr in der Flensburger Clädenstraße, nahe dem Hafermarkt, hochwertige Mehrfamilienhäuser durch den Architekten Karl Bernt errichten. Dort hoffte der private Bauherr den zu erwartenden Bedarf höherer Marinechargen bedienen zu können. Da die Marineschule später als der Bauherr sich dies erhoffte fertig wurde, blieben die Marineoffiziere als Kundschaft aus und der Bauherr geriet in Insolvenz. Die Stadt ersteigerte 1911 die 3,5 Kilometer von der Marineschule entfernt gelegenen Gebäude. Schon 1909 erhielt der an der Bismarckstraße gelegene Bremerplatz seinen Namen. Der danebenliegende St.-Jürgen-Platz erhielt erst 1949 offiziell seinen Namen. Nach und nach wuchs die Bebauung entlang der Straße, immer weiter in Richtung Mürwik. Auch viele diese Wohnhäuser entstanden nach Plänen des Architekten Karl Bernt. Am Anfang der Straße besitzen die Wohnhäuser zumeist eine Putzfassade. Der letzte Abschnitt der Wohnbebauung an der Bismarckstraße entstand als Rotbacksteingebäude. Eine große Anzahl der Gebäude entlang der Bismarckstraße stehen heutzutage unter Denkmalschutz.
Durch das Wachstum der Stadt wurde die Straße nach und nach zu einer Innerortsstraße. In Verbindung mit der Bismarckstraße wurden weitere Straßen gebaut und ausgebaut. Wichtige von der Bismarckstraße abgehende Straßen wurden die Parsevalstraße, welche bis zur St. Jürgen-Kirche führt sowie der Adelbyer Kirchenweg, der bis nach Adelby und der dortigen Sankt Johannis-Kirche führt. Am nordöstlichen Ende der Bismarckstraße liegt zudem die zur Straße gehörige Teufelsbrücke. Die weiterführende Straße nach Mürwik entstand später (vgl. Mürwiker Straße). Nach dem Bau der Bismarckstraße wurde eine Linie der Flensburger Straßenbahn eingerichtet, die bis Anfang der 1960er Jahre entlang der Bismarckstraße fuhr. Verschiedene Buslinien ersetzten danach die Straßenbahn in diesem Bereich. Buslinien die vom Zentralen Omnibusbahnhof Flensburg kommend, entlang der Bismarckstraße langfahren, sind heute die Linie 3 und die Linie 7.

## Besondere Gebäude

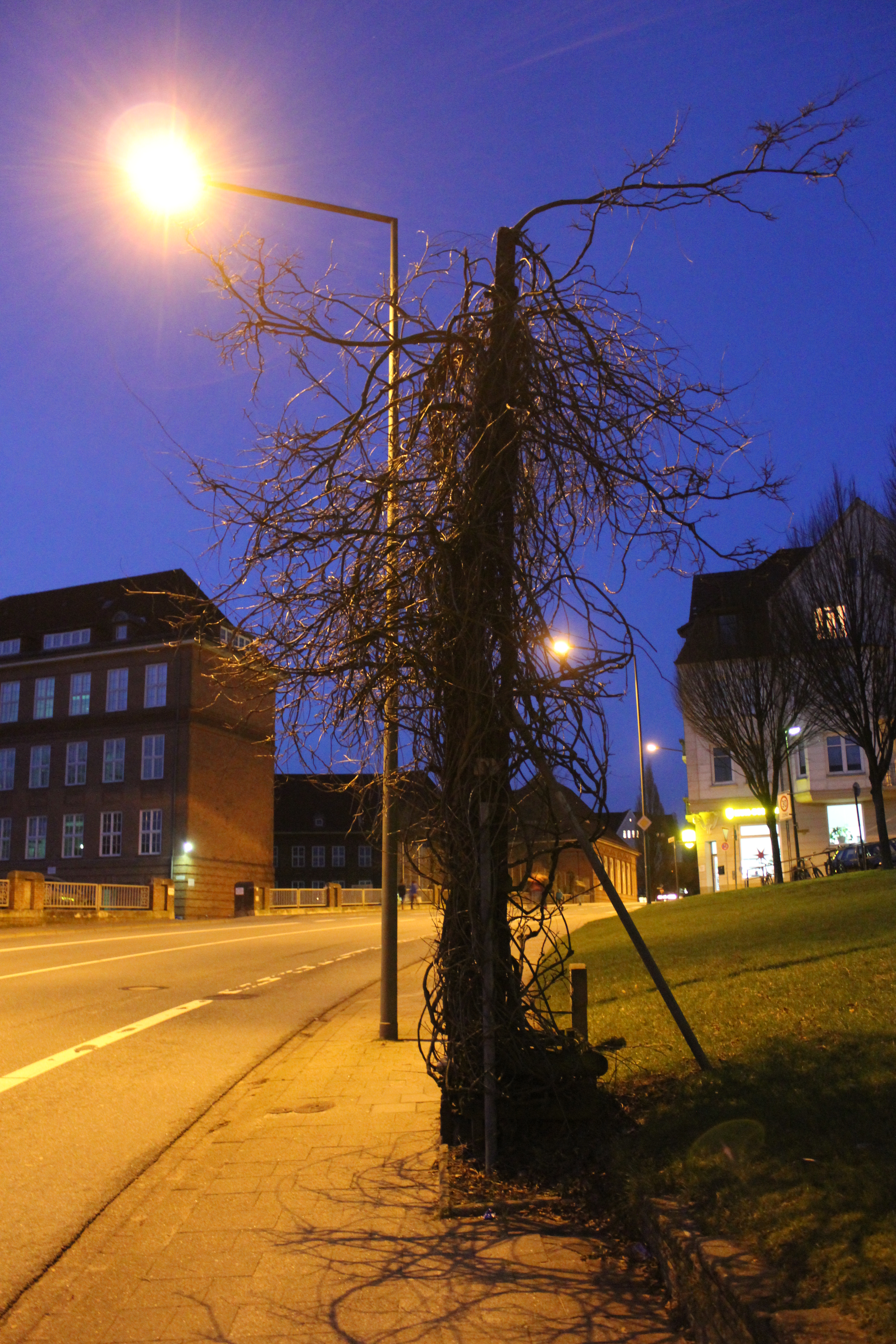
Von der ehemaligen Flensburger Straßenbahn verblieb an der Bismarckstraße, unterhalb der Clädenstraße, ein Straßenbahnmast.

- Bismarckstraße 1-3: Das viergeschossige Eckhaus liegt am Hafermarkt. Es wurde im Jahr 1926 nach Plänen des Architekten Guido Widmann errichtet. Das Mietwohnungshaus besitzt eine weitgehend verputzte Fassade, mit Ausnahme der Sockelzone und der Erdgeschosszone die aus Backsteinmauerwerk bestehen. Im Giebel wurde eine stilisierte, weibliche Keramikfigur des Kieler Künstlers Fritz Theilmann angebracht. (Weitere Arbeiten von Theilmann sind in Flensburg, im Parkhof sowie am Haus Fördestraße 1, zu finden, also in dem Stadtteil wohin die Bismarckstraße in Verbindung mit der Mürwiker Straße hinführt.)[19]
- Bismarckstraße 2-4: Zwei 1930 errichtete viergeschossige Wohnhäuser die dem Erscheinungsbild des Eckhauses Bismarckstraße 1–3 ähneln, also eine Putzfassade sowie eine backsteinerne Sockel- und Erdgeschosszone besitzen.[20]
- der Bismarckstraße 11 gegenüber befinden sich Wohnhäuser, welche optisch ebenfalls zur Bismarckstraße gehören, aber die Adresse der dort 1908 eingerichteten Zugangsstraße namens Clädenstraße erhielten:
  - Clädenstraße 3-10: Diese viergeschossigen Wohnhäuser wurden in den Jahren 1908–1913 für höhere Marinechargen errichtet. Außer Nr. 4 und 5 wurden sie nach Plänen des Architekten Karl Bernt gebaut. Im Gebäudebestand Clädenstraße 6/7 befindet sich eine aus drei Toren für Straße und Bürgersteige bestehende Durchfahrt zur Beselerstraße.[21]
  - Clädenstraße 11: 1914–1918 wurde außerdem die besagte Villa Clädenstraße 11 nach einem Entwurf von Karl Bernt errichtet.[22]
- Bismarckstraße 41: Goethe-Schule Flensburg (1914–1919, 1927); zum Gebäudebestand der Goethe-Schule gehört auch die Willy-Weber-Schule, in der Jürgensgaarder Straße 42, (schräg gegenüber).[23]
- Bismarckstraße 40-52: mehrgeschossige Wohnhäuser, von denen Nummer 40, 48 und 50 einen Geschäftshausbereich besitzen. Am Gebäude Nr. 46 sind einige Jugendstilornamente angebracht. Gebäude Nr. 48 besitzt zwei Erker die nach oben hin jeweils durch einen fachwerkgeschmückten Zwerchgiebel abgeschlossen werden. Die Backsteinfassade von Haus Nr. 50 zeigt eine altertümlich historisierende Formgebung. Das Eckhaus Nr. 52 entstand im Stil der Reformarchitektur.[24]
- der Bismarckstraße 52 gegenüber befindet sich der Bremerplatz mit umliegender Bebauung:
  - Bremerplatz 2-3: Wohnhäuser von 1908–1910 nach Plänen von Karl Bernt; Eckhaus Nr. 3 mit Geschäftshausbereich.[25] Während des Zweiten Weltkrieges erlitt das besagte Wohn- und Geschäftshaus Kriegsschäden im Dach (vgl. Luftangriffe auf Flensburg), woraufhin das Dach erneuert wurde. Oberhalb der Ecktür befindet sich ein deutlich präsenter, goldener Adler, der dort ehemals befundenen Adler-Apotheke (gegründet 1938),[26] die sich heute in Handewitt befindet.[27]
  - Brixstraße 29 am Bremerplatz: Das Wohn- und Geschäftshaus am Bremerplatz erhielt, wie auch die folgenden Gebäude, eine Adressnummer der anliegenden Brixstraße. Es wurde 1908 nach Plänen von Karl Bernt gebaut.[28]
  - Brixstraße 34 beim Bremerplatz: Zoar errichtet 1905.[29]
  - Brixstraße 36 am Bremerplatz: Ein dreigeschossiges Wohnhaus das 1910 errichtet wurde.[29]
  - Brixstraße 38 am Bremerplatz: Ein viergeschossiges Wohnhaus das 1910 errichtet wurde.[29]
- Bismarckstraße 52 a: Kneipp-Haus (1955/56)[30]
- bei der Bismarckstraße 53, einem modernen Flachdachgebäude (in dem heute ein Asia-Imbiss zu finden ist)[31] befindet sich der St.-Jürgen-Platz mit umliegender Bebauung:
  - St.-Jürgen-Platz 1-8: mehrgeschossige Wohnhäuser mit Putzfassade die im Zeitraum 1912–1926 entstanden. Nr. 1. besitzt zudem einen Geschäftshausbereich. Nr. 2. und Nr. 4. entstanden nach Plänen von Karl Bernt.[32]
  - Ulmenstraße 6,8,10 am St.-Jürgen-Platz: drei mehrgeschossige Wohnhäuser aus dem Jahr 1912[33]
  - Jürgensgaarder Straße 26 und 28 am St.-Jürgen-Platz: zwei viergeschossige Wohnhäuser aus den Jahren 1909–1911[34]
  - Jürgensgaarder Straße 31, 33 und 35: dreigeschossige Wohnhäuser aus den Jahren 1910–1911[35]

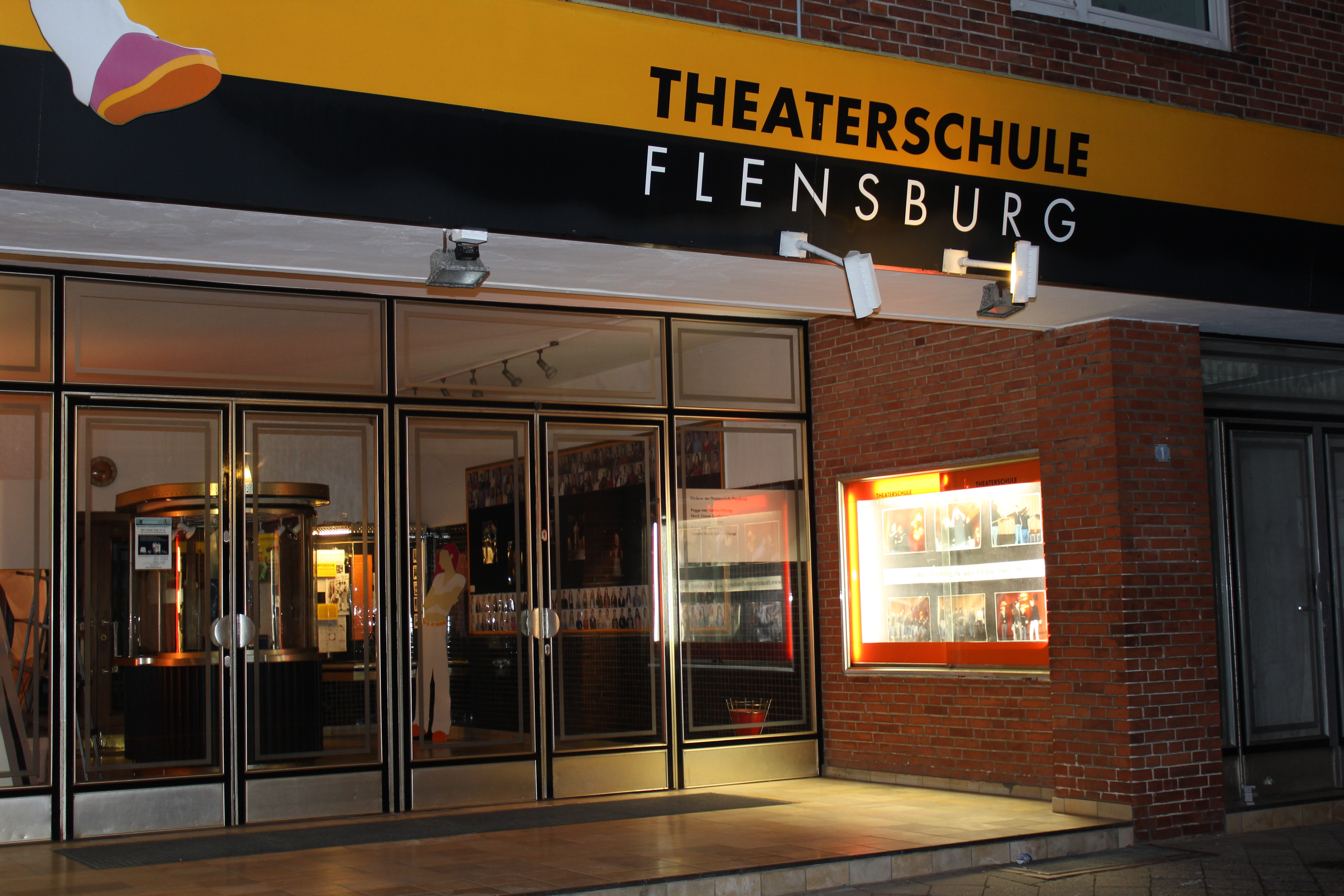
Die Theaterschule Flensburg im Palast-Theater-Gebäude (2014)

- Bismarckstraße 54–64: Die beiden Eckhäuser Bismarckstraße 54–54a und Bismarckstraße 64 wurden 1925 und 1927/27 errichtet. Die dreigeschossigen Mietwohnungshäuser 56–62 wurden 1913/14 nach Plänen von Karl Bernt errichtet.[30]
- Bismarckstraße 55–75: Die dortigen Wohnhäuser wurden 1911–1916 nach Plänen von Karl Bernt errichtet. Nr. 55 besitzt einen Geschäftshausbereich.[36][37]
- Bismarckstraße 66–74: Die Reihenhauszeile entstand fast durchgehend 1912 nach Plänen von Karl Bernt im Heimatstil. Lediglich Nr. 74 wurde in ähnlicher Gestalt erst 1951 vom Landesbauamt als Dienst- und Wohngebäude für die Passinspektion Flensburg errichtet.[30][37]
- Bismarckstraße 76-90: Eine Zeile zweigeschossiger Backsteinwohnhäuser die in den 19020er Jahren entstand.[38]
- Bismarckstraße 77-87: zweigeschossige Reihenhauszeile aus roten Backsteinen mit Elementen des Heimatschutzstils aus den Jahren 1924/25[25]
- Bismarckstraße 98-102: zweigeschossige Wohnhäuser aus den 1920er Jahren. Das Wohnhaus Nr. 100 (aus dem Jahr 1927) und Nr. 102 (aus dem Jahr 1924–1926), jeweils aus nach Plänen von Karl Bernt.[25][39]
- Bismarckstrasse 110: Evangelisch-Freikirchliche Gemeinde Flensburg e. V. die dem baptistischen Bund Evangelisch-Freikirchlicher Gemeinden angehört.[40] Das Gemeindezentrum wurde 1969/70 errichtet.[41]
- Bismarckstraße 104: Im Palast-Theater, einem ehemaligen Kinogebäude am Adelbyer Kirchenweg zur Bismarckstraße hin, befindet sich heute die Theaterschule Flensburg. Das Palast-Kino[42] wurde 1955 erbaut und bestand bis 2003. Die seit 2007[42] darin ansässige Theaterschule bietet Kurse zum Erlernen des Schauspiels an.[43]
- Bismarckstraße 119-121 (beziehungsweise Grenzgau 1-3): Ein dreigeschossiger backsteinerner Wohnblock der in den Jahren 1928 bis 1930 errichtet wurde.[25]

## Teufelsbrücke

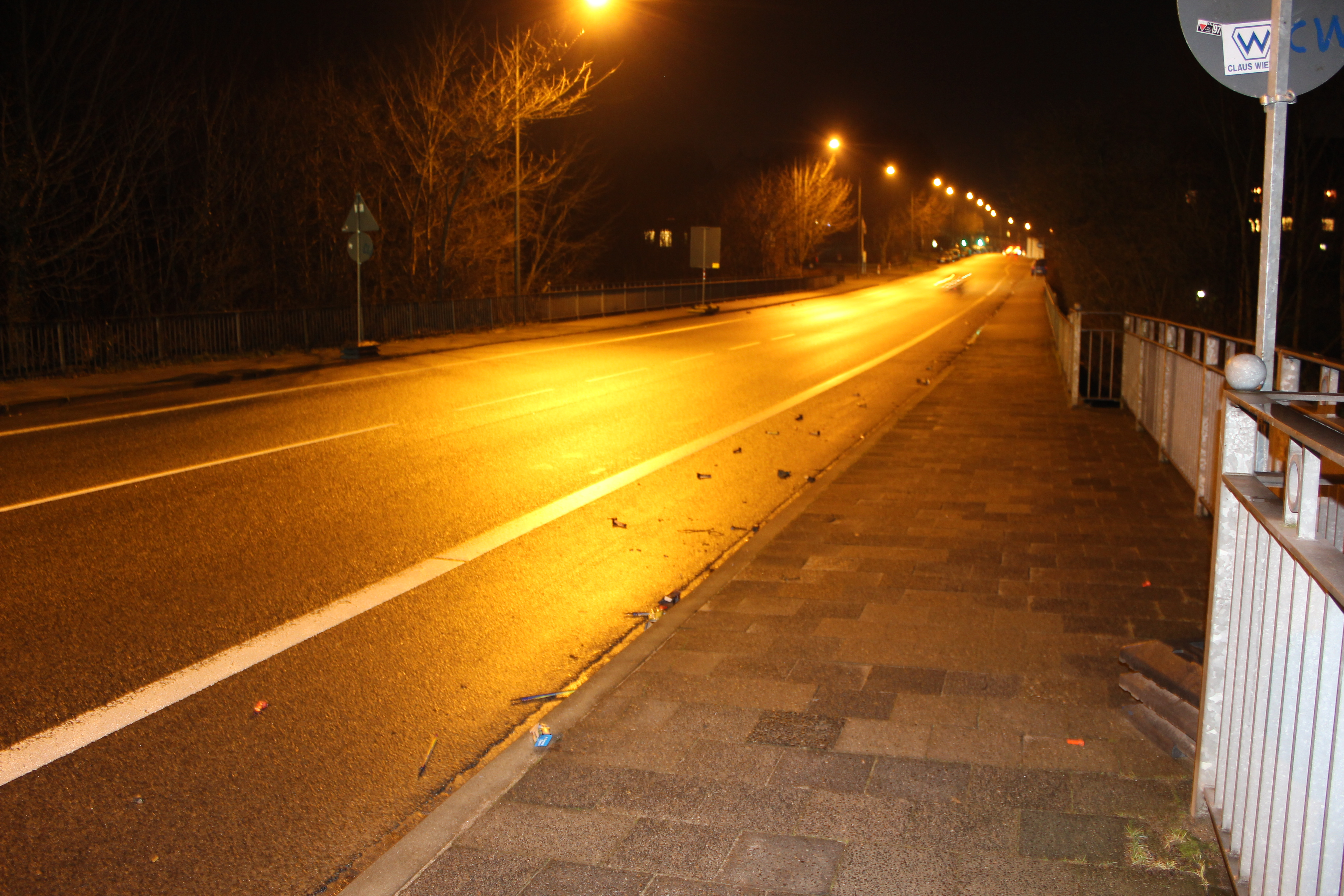
Die Teufelsbrücke am Abend des 1. Januar 2014

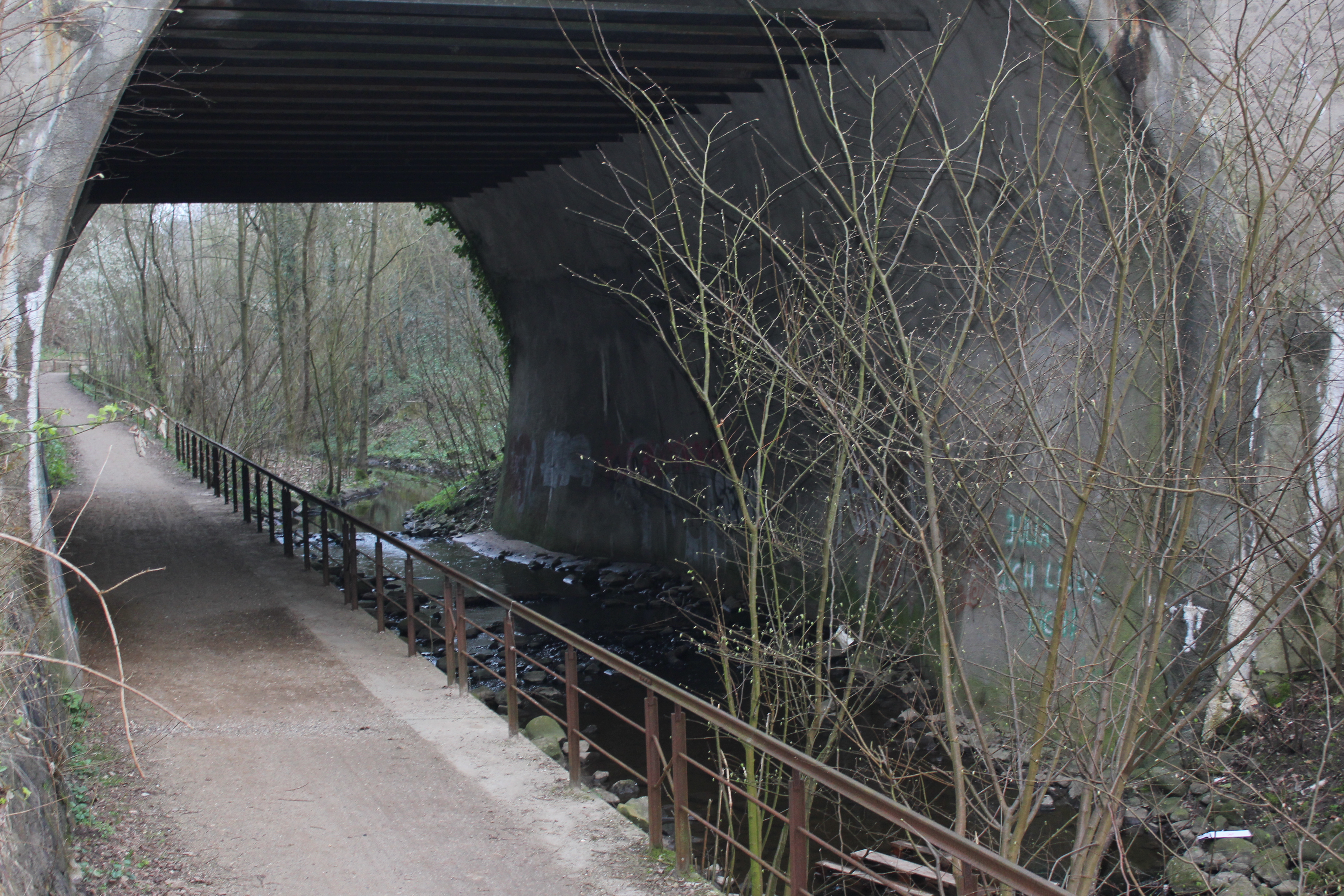
Das sogenannte Teufelsloch, das Tunnelportal der Brücke

Die ursprüngliche Teufelsbrücke über den Lautrupsbach lag ein kleines Stück weiter östlicher der heutigen Brücke. Woher die besagte Brücke ihren Namen erhielt ist unklar. Sagen zu Teufelsbrücken, die ebenfalls in Angeln liegen, berichten von verfluchten Reitern, die waghalsig ihre Pferde ritten, dem Teufel spotteten und letztlich bei besagten Brücken hinab in die Tiefe stürzten. Nach lokalen Mutmaßungen sollen sich Pferde bei der Teufelsbrücke zudem seltsam verhalten haben und es soll zu einem mysteriösen Brückeneinsturz gekommen sein. Die ursprüngliche Flensburger Teufelsbrücke bestand bis 1911. Nach dem Bau der Bismarckstraße, wurde 1911 eine neue Brücke errichtet, welche abermals Teufelsbrücke genannt wurde. Durch das sogenannte „Teufelsloch“ das zur Brücke gehörte, fuhr bis 1927 die Kieler Bahn. Weitere Bahngleise führten ein Stück weiter südlich, unterhalb der Brücke, durchs Lautrupsbachtal hindurch. Da die Brücken den letzten Straßenabschnitt der Bismarckstraße bildet, wird die Teufelsbrücke bis heute teilweise auch Bismarckbrücke genannt. Eine seltene, ehemalige Bezeichnung für die Brücke war des Weiteren „Kaiser-Wilhelm-Brücke“, da die Mürwiker Straße, welche sich der Bismarckstraße anschließt, ursprünglich Kaiser-Wilhelm-Straße hieß. Die Bismarcktreppe, die bei der Brücke hinunter ins Lautrupsbachtal führt, erhielt ihren Namen im Übrigen offiziell im Jahr 1919.
1953 wurden die letzten Bahngleise unterhalb der Teufelsbrücke abgebaut. Für den Autoverkehr wurde 1954 die durchs Lautrupstal führende Nordstraße freigegeben. Am Morgen des 28. April 1960 wurde die vorherige Teufelsbrücke wegen Baufälligkeit gesprengt. Zuvor war von Pionieren der Bundeswehr eine Behelfsbrücke errichtet worden, deren Gewicht, vor der Freigabe für den Verkehr, mit einem Panzer getestet worden war. Danach wurde eine neue Teufelsbrücke errichtet (Lage). Die neue Brücke sollte 820.000 Mark kosten. Die Höhe der Durchfahrtsöffnung zur Nordstraße, die zuvor 7,50 Meter betrug, sollte auf 16,50 Metern steigen. Im Frühjahr 1961 konnte die neue 34 Meter lange und 16 Meter breite Brücke fertiggestellt werden. Das Teufelsloch war offenbar im Zuge des Brückenneubaus zugeschüttet worden. Anfang der 1990er wurde es wieder freigelegt und renoviert. Seit dieser Zeit führen der Lautrupsbach sowie ein Fußweg durch das Teufelsloch.